# Heinrich von Lüttwitz
Heinrich Freiherr von Lüttwitz (ur. 6 grudnia 1896 w Krumpach, zm. 9 października 1969 w Neuburg an der Donau) – niemiecki wojskowy w stopniu generała. Walczył w I i II wojnie światowej.
W czasie kampanii wrześniowej dowodził batalionem rozpoznawczym 3 Dywizji Pancernej. 2 września 1939 ciężko ranny podczas przełamywania pozycji polskich na Pomorzu przechodził długą rekonwalescencję. Od 1941 dowódca 59 pułku strzelców, a później 20 brygady strzelców. 27 maja 1942 odznaczony Krzyżem Rycerskim. Następnie dowodził 20 Dywizją Pancerną (1943/1944) i 2 Dywizją Pancerną (1944). 3 września 1944 odznaczony Liśćmi Dębowymi do Krzyża Rycerskiego. Od 4 września 1944 do końca wojny dowódca 47 Korpusu Pancernego.
Jednym z jego najsłynniejszych bojów była ofensywa w Ardenach. To jego żołnierze oblegali Bastogne w grudniu 1944 roku. Na jego ręce dostarczona została odpowiedź w sprawie poddania miasta od amerykańskiego dowódcy placówki, Anthony’ego McAuliffe’a, brzmiąca „Nuts”.

## Rangi
- Fahnenjunker – 6 sierpnia 1914
- Leutnant – 1 grudnia 1914
- Oberleutnant – 1 kwietnia 1925
- Major – 1 października 1935
- Oberstleutnant – 1 lutego 1939
- Oberst – 1 października 1941
- Generalleutnant – 1 lipca 1943
- General der Panzertruppen – 1 listopada 1944